# Land of the Free?
Land of the Free? är det amerikanska punkrockbandet Pennywise sjätte album, utgivet 2001.
Samtliga låtar är skrivna av Pennywise, förutom "Who's on Your Side" som samskrevs med Brett Gurewitz.

## Låtlista
1. "Time Marches On" – 2:57
2. "Land of the Free?" – 2:31
3. "The World" – 2:27
4. "Fuck Authority" – 3:16
5. "Something Wrong With Me" – 2:39
6. "Enemy" – 2:34
7. "My God" – 2:48
8. "Twist of Fate" – 2:33
9. "Who's on Your Side" – 2:50
10. "It's Up to You" – 2:56
11. "Set Me Free" – 2:31
12. "Divine Intervention" – 3:30
13. "WTO" – 2:58
14. "Anyone Listening" – 3:00